# University of Pittsburgh

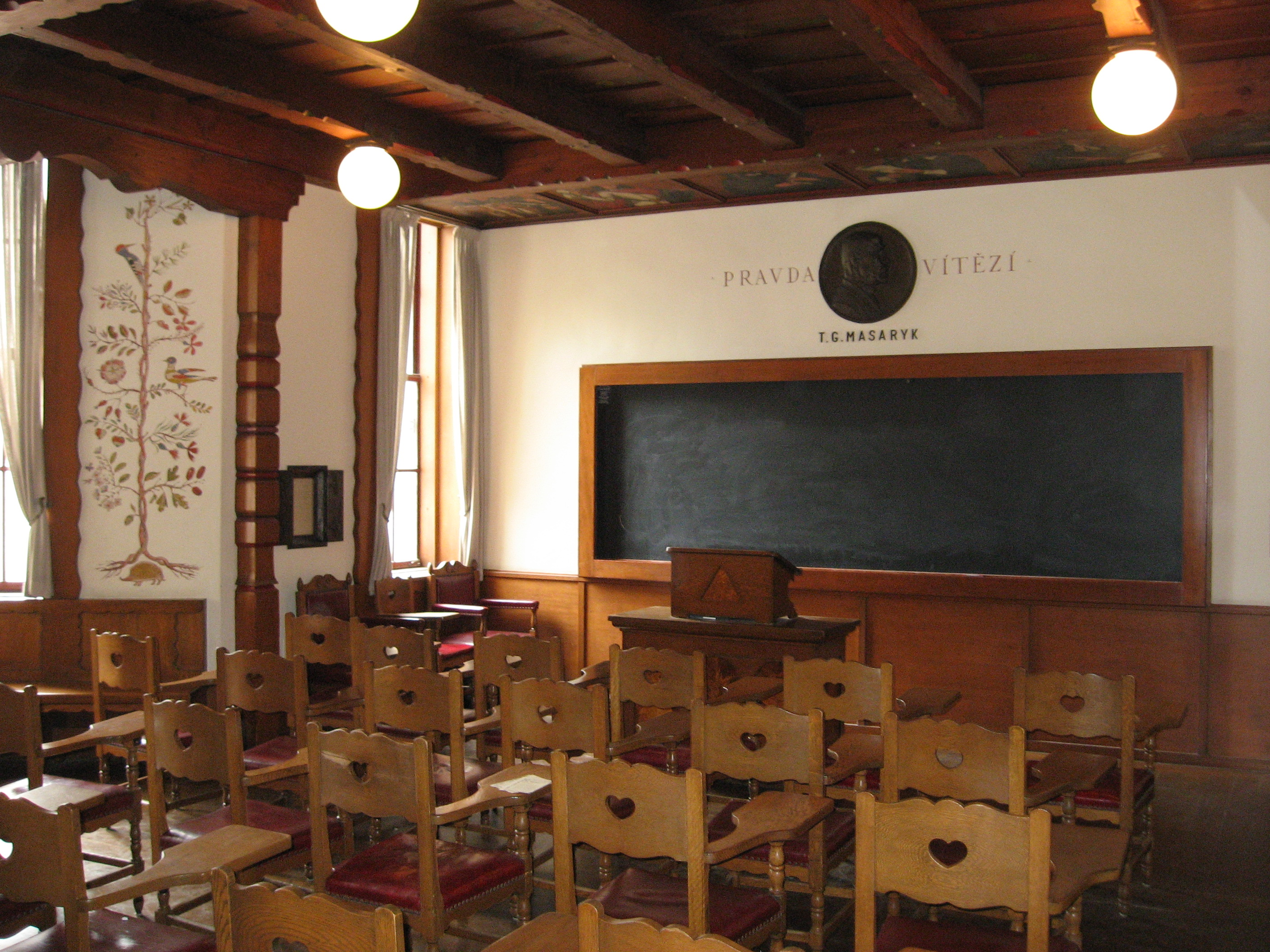
Československý státní pokoj

University of Pittsburgh (česky Pittsburská univerzita), známá také jenom jako Pitt, je univerzita ve městě Pittsburgh v americkém státě Pensylvánie. Škola byla založena v roce 1787. Univerzita je zvláště známá díky výzkumu a výuce oborů: filosofie, lékařství, informační technologie, tvůrčí psaní a veřejné záležitosti. Pitt má patřit mezi největší výzkumná zdravotnická zařízení ve Spojených státech. Je členem Asociace amerických univerzit (Association of American Universities), sdružení vedoucích severoamerických univerzit zaměřených na výzkum, které vzniklo v roce 1900. Ve školním roce 2020/2021 Pitt navštěvuje kolem 32 500 studentů a přednáší zde přes 4 600 vyučujících[zdroj?].

## Sport
Sportovní týmy University of Pittsburgh se nazývají Panthers. Univerzita je členem Big East Conference.